# Estado vassalo
Um estado vassalo é qualquer estado que tenha uma obrigação mútua com um estado ou império superior, em um status semelhante ao de um vassalo no sistema feudal da Europa medieval. Os estados vassalos eram comuns entre os impérios do Oriente Próximo, desde a era do conflito egípcio, hitita e mitanni, bem como na China antiga.
Foi um dos tipos de subordinação interestatais no contexto do sistema internacional pré-moderno (antes da Idade Contemporânea). No caso, a vassalagem entre estados implicava a prestação de assistência militar para o estado dominante quando solicitado a fazê-lo; por vezes, também implica pagamento de tributo  – embora esta relação de tributação seja melhor descrita como um estado tributário. Tanto o termo estado vassalo como o estado tributário são normalmente reservados para períodos históricos anteriores ao contemporâneo.
Atualmente, termos mais comuns são estado fantoche, estado satélite, protetorado ou estado associado.